# Phakopsora sojae
Rouille asiatique du soja, Rouille du soja
Espèce
Phakopsora sojae, la Rouille asiatique du soja ou Rouille du soja, est une espèce pathogène de champignons basidiomycètes de la famille des Phakopsoraceae.

## Hôtes
Phakopsora sojae est un agent pathogène se nourrissant obligatoirement de l'hôte qui provoque la rouille asiatique du soja. Dans des conditions naturelles, Phakopsora sojae peut affecter jusqu'à 31 espèces végétales différentes appartenant à 17 genres différents. Des expériences en laboratoire ont permis d'utiliser P. sojae pour infecter soixante espèces végétales supplémentaires,. Les principaux hôtes sont Glycine max (soja), Glycine soja (soja sauvage) et Pachyrhizus erosus (Jicama) mais de très nombreuses espèces de fabacées cultivées peuvent être atteintes.

## Symptômes
La maladie se développe de brun clair à brun foncé ou brun rougeâtre avec un ou plusieurs orifices proéminents en forme de globe. Les urédies apparaissent à partir de ces pores. Aux premiers stades, de petites taches jaunes se forment à la surface de la feuille. Ces taches peuvent être mieux observées à l’aide d’une source lumineuse. Au fur et à mesure que la maladie progresse, des lésions commencent à se former sur les feuilles, les tiges, la gousse et les pétioles. Les lésions sont d’abord petites, passant du gris au beige ou au brun à mesure qu’elles augmentent en taille et que la maladie s’aggrave. Les urédies se développent plus fréquemment dans les lésions sur la face inférieure de la feuille que sur la face supérieure. Bientôt, des marques en forme de volcan sont remarquées dans les lésions.

## Cycle de la maladie
Phakopsora sojae est un champignon qui a une spore déplacée par le vent, appelée urédie. Ces spores sont très différentes des autres car elles n’ont pas besoin d’une stomate ouverte ou d’ouvertures naturelles dans les feuilles. Les urédinies sont capables de pénétrer dans la feuille. Les pustules sont visibles après dix jours et elles peuvent produire des spores pendant trois semaines. La maladie atteint son apogée lorsque la culture commence à fleurir. Le cycle de l’agent pathogène se poursuit jusqu’à ce que la culture soit défoliée ou jusqu’à ce que l’environnement devienne défavorable à l’agent pathogène.

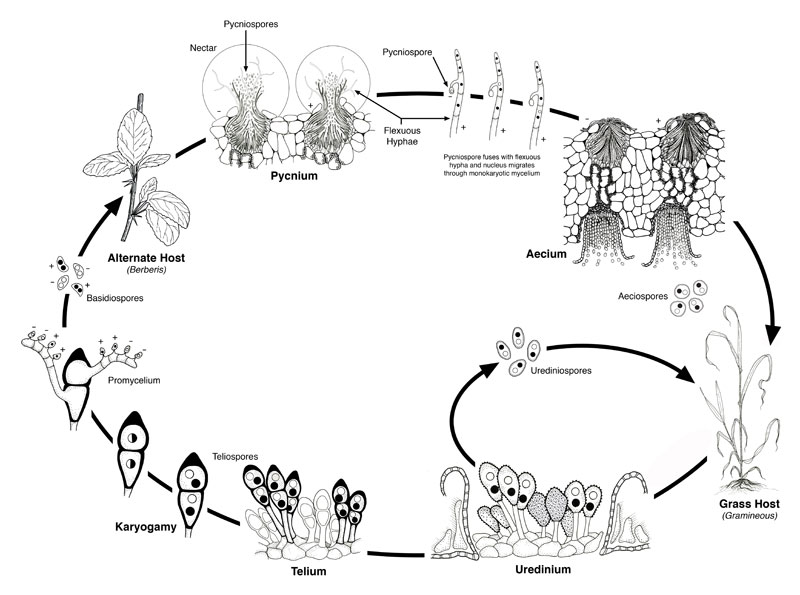

La rouille asiatique du soja est une maladie polycyclique : au sein du cycle de la maladie, les urédies continuent d’infecter la même plante. Les télies (spores sexuées) sont les spores de survie qui hivernent dans le sol. Les basidiospores sont les spores qui sont capables de contaminer un hôte alternatif. Les urédies ont besoin d’un minimum de six heures pour infecter les feuilles à une température favorable (entre 15 et 24 °C).

## Environnement
Les conditions favorables à la progression de la maladie sont liées à la température, à l’humidité et au vent. La température appropriée pour que l’agent pathogène soit actif est de 12 à 29 °C (plus efficace entre 18 et 26,5 °C). L’humidité doit être élevée, environ 90% ou plus, pendant plus de 12 heures. La force et la durée du vent est également importante pour que l’agent pathogène se déplace d’une plante à l’autre. Actuellement, aux États-Unis, les plantes infectées peuvent être trouvées en Floride, en Géorgie, en Louisiane et au Texas mais elle est également présente en Asie et en Australie.

## Facteurs de risque
Les urédospores sont soufflées par le vent et sont produites en abondance sur les tissus infectés de soja ou d’autres légumineuses hôtes.

## Méthodes de protection
Phakospsora sojae est un agent pathogène qui agit rapidement en contaminant l’hôte. La plante peut être gravement contaminée en un temps bref de dix jours. Cela rend difficile le contrôle de la maladie, car non seulement elle se propage rapidement, mais sa progression est également rapide. C’est pourquoi il est important de mettre en place des techniques de contrôle le plus tôt possible.

### Résistance génétique
La maladie peut être contrôlée en utilisant la résistance génétique, mais cela n’a pas donné de grands résultats et n’a pas été durable parce que le génome du soja est presque entièrement dépourvu de gènes potentiels pour la résistance à l’ASR.

### Contrôle chimique
Une deuxième méthode est l’utilisation de fongicides, mais ceux-ci ne sont efficaces qu’aux premiers stades de la maladie. La maladie se propage rapidement et il est compliqué de la contrôler après certaines étapes, il est donc important d’agir avec prudence autour des plantes contaminées, car les spores peuvent être attachées aux vêtements et à d’autres matériaux et infecter d’autres plantes. Les fongicides utilisables sont l'Oxycarboxine, le Triforine et le Triclopyr.

## Systématique
Le nom correct complet (avec auteur) de ce taxon est Phakopsora sojae (Henn.) Sawada (d), 1933.
L'espèce a été initialement classée dans le genre Uredo sous le basionyme Uredo sojae Henn., 1903.
Ce taxon porte en français les noms vernaculaires ou normalisés suivants : Rouille asiatique du soja, Rouille du soja.
Phakopsora sojae a pour synonymes :
- Malupa sojae (Henn.) Y. Ono, Buriticá & J.F. Hennen, 1992
- Phakopsora pachyrhizi Syd. & P. Syd., 1914
- Phakopsora sojae Fujik., 1926
- Uredo erythrinae Henn., 1908
- Uredo sojae Henn., 1903
- Uromyces sojae (Henn.) Syd. & P. Syd., 1906